# Mejoza
Mejóza ali redukcijska delítev je do neke mere, podobno kot mitoza, postopek delitve celic. Nastanejo spolne celice. Poteka v četrtem življenskem obdobju celice, torej v času celične delitve. Vendar namesto dveh hčerinskih celic nastanejo štiri celice. Prav tako se razpolovi diploidno število kromosomov (2n), tako da so hčerinske celice haploidne (n) ter so med seboj dedno različne. Tem celicam tudi pravimo gamete (n) - moško semenčece in žensko jajčece. Izraz mejoza prihaja iz grškega glagola meioun in pomeni »narediti majhno«, kar je tudi rezultat mejoze.
Mejoza se pri živalih imenuje gametogeneza, pri rastlinah pa sporogeneza.

## Vloga mejoze
1. Nujna je pri organizmih, ki se spolno razmnožujejo, sicer bi se z vsako oploditvijo število kromosomov podvojilo.
2. Prekrižanje kromosomov (rekombinacija oz. ang. crossing over), neodvisno razporejanje in naključna oploditev zagotavljajo genetsko variabilnost.

## Faze mejoze
Mejoza je sestavljena iz dveh stopenj: mejoza I in mejoza II. Pred mejozo, podobno kot pri mitozi, nastane v interfazi podvojitev jedrne DNK.

### Profaza I
Mejoza se od mitoze značilno razlikuje po profazi prve mejotske delitve, ki je daljša. V tej fazi konjugirata homologna kromosoma. Ker so kromosomi iz dveh kromatid, nastanejo s konjugacijo bivalenti ali tetrade. Tetrada je en kromosom, ki deluje kot zaključena celota in je vidna tudi s svetlobnim mikroskopom.

#### Leptoten
Kromosomi so vidni kot dolge in tanke nitke iz dveh sestrskih kromatid. Obe sestrski kromatidi sta med seboj tesno povezani s kohezini po celotni dolžini kromosoma, in sicer do konca metafaze I. Ker se spiralizacija kromosomov v tej fazi šele začne, so leptotenski kromosomi po svoji dolžini bolj ali manj spiralizirani. Na predelih večje spiralizacije so vidne odebelitve, imenovane kromomere. Med kromomerami pa so manj spiralizirani predeli imenovani interkromomere.

#### Zigoten
V zigotenu se začnejo homologni kromosomi približevati. Telomere kromosomov, ki so pripete na notranjo jedrno membrano se zberejo skupaj, in kjer pride do prepoznavanja med komplementarnimi zaporedji DNA, se začne konjugacija homolognih kromosomov. Konjugacija poteka po celotni dolžini kromosomov. Hkrati se spiralizacija kromosomov nadaljuje in kromosomi postajajo debelejši in krajši. Pravilno konjugacijo homolognih kromosomov in s tem paralelno lego homolognih genskih lokusov zagotavlja posebna proteinska struktura, imenovana sinaptonemalni kompleks.

#### Pahiten
V pahitenu je konjugacija homolognih kromosomov končana po celotni dolžini kromosomov. Izoblikujejo se bivalenti ali tetrade. V pahitenu poteka rekombinacija, ko se kromatide homolognih kromosomov v tetradi na nekaterih mestih prekinejo in medsebojno izmenjajo homologne odseke v procesu prekrižanja. Pri ljudeh nastanejo povprečno od dve do tri prekrižanja v vsakem paru homologov.

#### Diploten
V diplotenu se sinaptonema razgradi in homologna kromosoma, ki sta združena v bivalentu, se delno razmakneta. Na mestih prekrižanja, ki jih imenujemo kiazme, ostaneta homologna kromosoma povezana. V diplotenu se kromosomi delno despiralizirajo in nastajajo zanke, kjer se DNA prepisuje v mRNA. Jajčna celica lahko v tej fazi preživi več let ali celo desetletij, preden nadaljuje prvo mejotsko delitev. Tak podaljšan diploten imenujemo diktioten.

#### Diakineza
V diakinezi se tetrade razporedijo ob jedrni ovojnici. Kromatide se ponovno močno spiralizirajo in zato zelo skrajšajo ter odebelijo. Sestrske kromatide ležijo še vedno tesno druga ob drugi in so povezane v centromernih regijah. Kiazme držijo skupaj homologna kromosoma v tetradi do anafaze I.

### Metafaza I
Homologni kromosomi se postavijo v ekvatorialno ravnino, imenovano tudi metafazna plošča.

### Anafaza I
Kinetohorni mikrotubuli se skrajšajo in povzročijo, da se kromosomi ločijo. Celi kromosomi se razporedijo na nasprotnih polih. Tako dobimo haploidno stanje, vendar pa ima vsak kromosom še sestrsko kromatido.

### Telofaza I
Prva mejotska delitev se zaključi, ko centromeri pridejo na pole. Tako ima zdaj vsaka celica haploidno število kromosomov, vendar pa sestoji iz dveh kromatid. Celica se tekom citokineze dokončno razdeli.
Sledi t. i. interkineza oz. interfaza II, pri čemer se DNA ne replicira ponovno.

### Profaza II
Izgine jedro in jedrna ovojnica. Centrioli se zopet pomaknejo na pole in razvrstijo niti delitvenega vretena za drugo mejotsko delitev.

### Metafaza II
Centromere vsebujeta dve kinetahori, ki se pripneta na niti delitvenega vretena centrosoma na vsakem polu.

### Anafaza II
Centromere se razdelijo in niti delitvenega vretena potegnejo sestrski kromatidi, ki ju zdaj imenujemo kromosoma, saj sta vsak na svojem polu, vsako na svoj pol.

### Telofaza II
Proces se zaključi s telofazo II, ki je podobna telofazi I. Vreteno se razgradi, mikrotuboli izginejo in ponovno se oblikuje jedrni ovoj. Tako spet dobimo dve hčerinski celici - skupno torej štiri.

## Nedisjunkcija oz. numerične kromosomske aberacije
Numerična aberacija je vsako odstopanje od normalnega števila kromosomov. Tako se lahko zgodi, da ima celica 3n ali pa samo n kromosomov - trisomija oz. monosomia.
To je lahko vzrok resnim zdravstevnim težavam:
- Downov sindrom - trisomija kromosoma 21, kariotip moškega z Downovim sindromom: 47, XY, +21
- Klinefelterjev sindrom - dodaten X kromosom pri moških: XXY, kariotip: 47. XXY
- Jacobsov sindrom - dodaten Y kromosom pri moških(XYY), kariotip: 47, XYY
- Turnerjev sindrom - pri ženskah z zgolj enim X kromosomom, kariotip: 45, X
- Patau sindrom - trisomija kromosoma 13, kariotip za žensko s Patau sindromom: 47, XX, +13
- Edwardsov sindrom - trisomija kromosoma 18, kariotip za moškega z Edwardsovim sindromom: 47, XY, +18